# Marie-Joseph Flouest
Marie-Joseph Flouest, né le 7 décembre 1747 à Dieppe où il est mort le 25 mai 1833, est un peintre, illustrateur et sculpteur sur ivoire français.

## Biographie
Marie–Joseph Flouest est né à Dieppe le 7 décembre 1747 , fils de Jacques Flouest, capitaine de navire. Très jeune, il apprend  la sculpture sur ivoire, spécialité dans laquelle il devient très habile. Mais il est plus intéressé par la peinture et le dessin et quitte sa ville natale pour étudier à Paris. On ignore qui sont ses maîtres.
Pour payer ses cours, il produit des médaillons, bijoux alors très en vogue.
Son talent de peintre s’affirme, et bientôt, les salons d’exposition accueillent ses œuvres. Il se lie d’amitié avec Florian, qui lui demande d’illustrer son roman Galatée, d'après La Galatea de Miguel de Cervantes en 1783 et dont certains dessins, dans l’édition au format in-vingt-quatre, imprimée à Paris chez Didot l’aîné, peuvent rivaliser en finesse et en précision avec ceux de ses contemporains Charles Eisen, de Clément-Pierre Marillier et de Jean-Michel Moreau.
Quelques années plus tard, en 1788, Florian fait de nouveau appel à lui pour illustrer une scène de sa pastorale Estelle et Némorin, et cinq de ses fables en 1792,. 
Parmi ses œuvres les plus appréciées figure le Retour de Nourrice avec l’enfant, actuellement exposée au musée du château de Dieppe, comme la plupart de ses toiles.
En 1807 (ou 1808), le poste de directeur de l’école de dessin de Versailles lui est proposé, mais il décline l’offre. Âgé de soixante ans, il préfère terminer sa carrière dans sa ville natale, où il occupe le poste de professeur de dessin au collège municipal. Son souhait est de former de bons dessinateurs pour travailler comme ivoirier, activité alors en plein essor dans la région de Dieppe. Il forme de nombreux élèves durant un quart de siècle.
En 1825, il peint  un tableau représentant la sépulture d’un naufragé, destiné à  décorer une chapelle aujourd’hui  disparue. Celle-ci  était située dans les environs de  Longueil près de Dieppe, connue sous l’appellation « Chapelle de Noyés »,.
Il meurt le 25 mai 1833 âgé de 85 ans, dans son logement de fonction au sein du collège, entouré de ses anciens élèves,.
Aucun détail relatif à sa vie familiale ne semble être connu.

## Galerie

Quatre tableaux de Marie-Joseph Flouest conservés au musée du Château de Dieppe
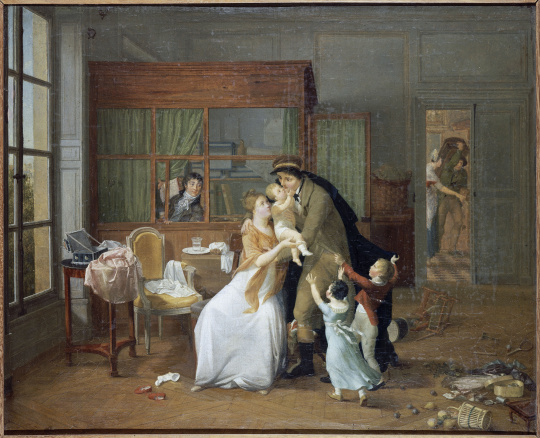
Enfant en nourrice.
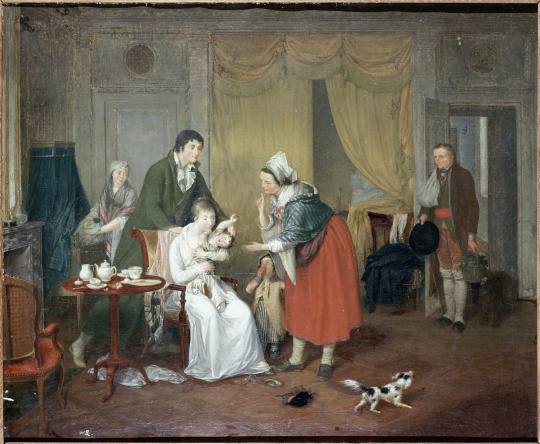
Retour de nourrice avec l'enfant.
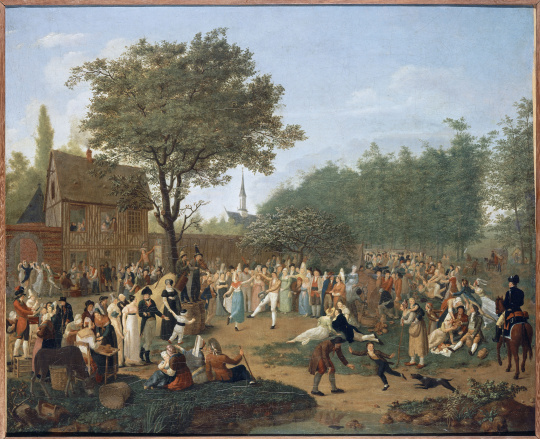
Fête de village. Danse sous l'arbre.
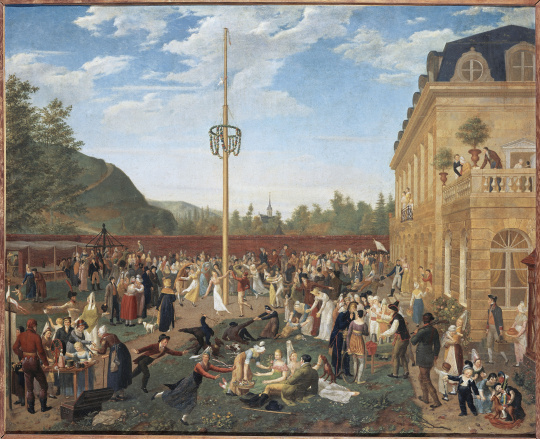
Fête de village. Le Mât de Cocagne.

Trois gravures de ou d’après Marie-Joseph Flouest
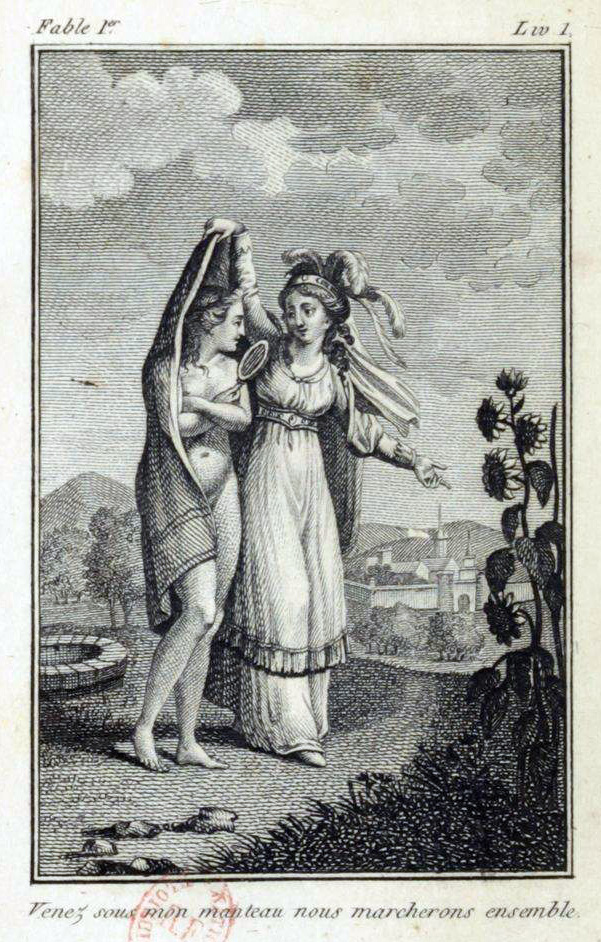
La Fable et la Vérité de J.P Claris de Florian, livre 1, fable 1. Gravure de M-J Flouest. Éditeur Didot l’aîné, 1792.
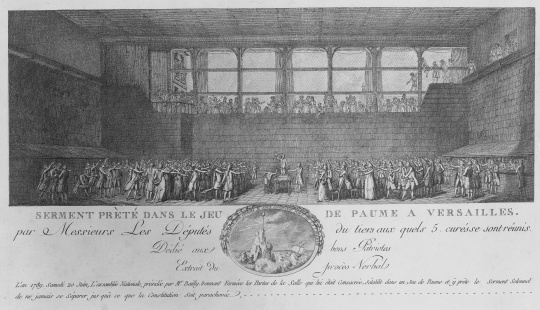
Serment du jeu de Paume le 20 juin 1789. Gravure de M-J Flouest.  Musée de l'Histoire de France de Versailles.
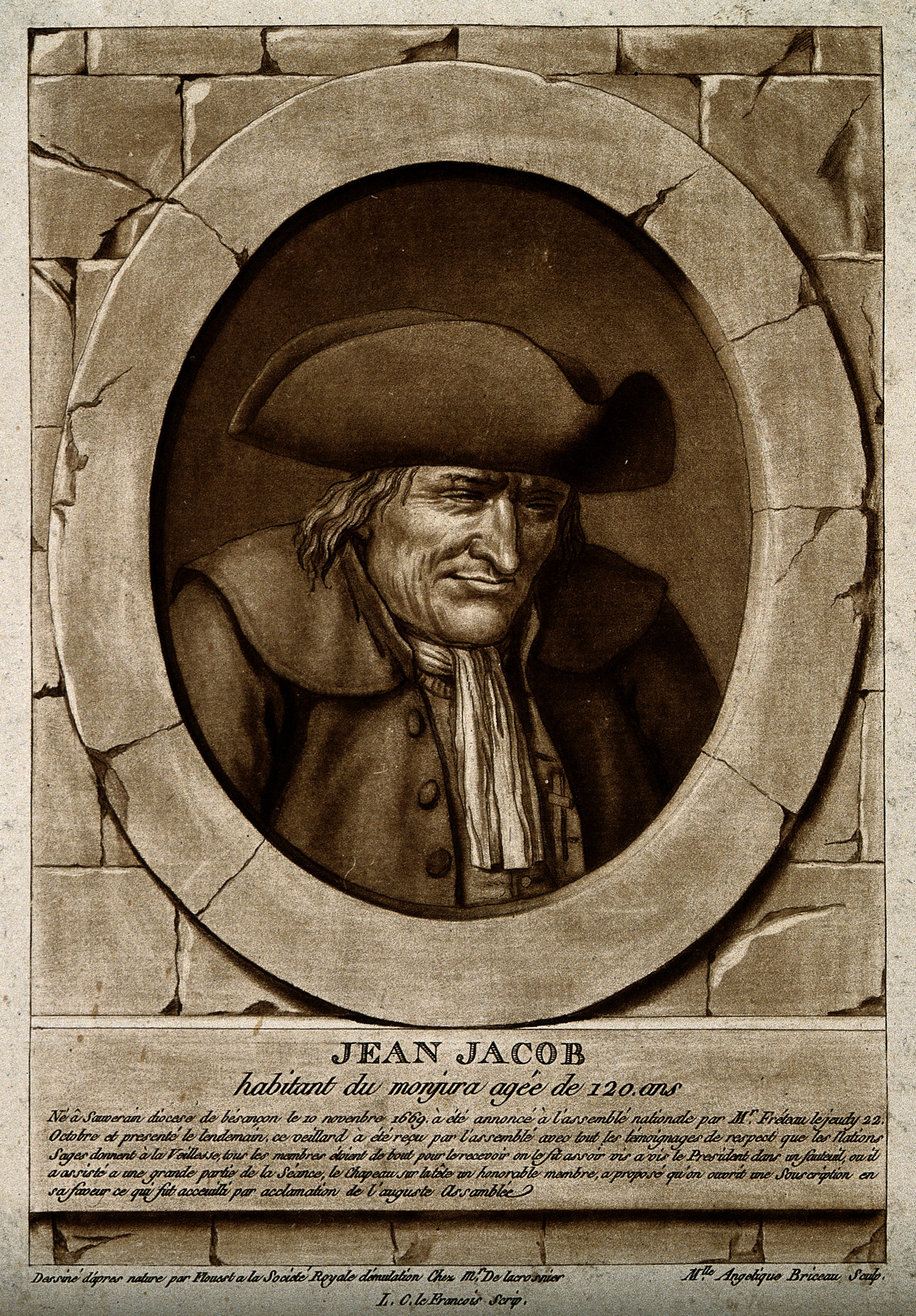
Jean Jacob à 120 ans. Aquatinte par Angélique Briceau, dessin de M-J. Flouest, 1789. Musée Wellcome, Londres.